# Iguatu
Iguatu est une ville brésilienne de l'État du Ceará. Sa population était estimée à 102 013 habitants en 2016. La municipalité s'étend sur 1 029 km2.

## Maires
| Période | Période | Identité                    | Étiquette | Qualité |
| ------- | ------- | --------------------------- | --------- | ------- |
| 2009    | 2012    | Agenor Gomes de Araújo Neto | PMDB      |         |